# جغد خاکستری
جغد خاکستری (انگلیسی: Grey Owl; ۱۸ سپتامبر ۱۸۸۸ – ۱۳ آوریل ۱۹۳۸) نامی بود که یک شخص متولد شده در انگلستان به نام آن را به همراه یک هویت جعلی به عنوان یکی از بومیان کانادا، برای خود انتخاب کرد.
یک فیلم بر پایه زندگی او که تنها به اواخر زندگی او و بعضی جهات زندگی او پرداخته است با بازی پیرس برازنان در سال ۱۹۹۹ منتشر شد.